# Paweł Wakuła
Paweł Wakuła (ur. 24 czerwca 1965 we Wrocławiu) – polski rysownik prasowy, ilustrator, pisarz – absolwent malarstwa i pedagogiki artystycznej na Wydziale Sztuk Pięknych UMK w Toruniu – dyplom w pracowni prof. Wojciecha Sadleya w roku 1991.
Publikował rysunki satyryczne min. „PC World Computer”, „Super Expressie” „Gilotynie”, „Wędkarzu Polskim”, „Expressie Ilustrowanym”, „Przeglądzie Sportowym”, „Gazecie Wyborczej”, „Playboyu”, od roku 1995 związany z „Tygodnikiem Angora” oraz „Angorką” dodatkiem dla dzieci (i nie tylko), dla których tworzy rysunki, collage, humoreski.

## Dla młodszych dzieci
- „Kajtek i Yetik” – (Literatura 2010) – nominacja do Nagroda Literacka im. Kornela Makuszyńskiego
- „Kajtek i Yetik podnoszą żagle” – (Literatura 2011)
- „Mój tata jest olbrzymem” – (Literatura 2014)
- „Kosmiczne przygody Bruma i Gruma” – (Literatura 2021)
- „O kocie malarzu, krowie biegaczce i prosiaku tancerzu” – (Literatura 2021)
- „Jak pies z kotem” – (Literatura 2022)

## Dolina Bagiennej Trawy
- „Co w trawie piszczy” – (Literatura 2009) – wyróżnienie w konkursie literackim im. Astrid Lindgren, organizowanym przez fundację „ABC XXI – Cała Polska czyta dzieciom”
- „O czym szumi las” – (Literatura 2012)
- „Na tropie sześcioptaka” – (Literatura 2013)
- „Dębowa kołyska” – (Literatura 2015)
- „Dentysta w paszczy krokodyla i inne historie z Doliny Bagiennej Trawy” – (Literatura 2016)

## Historia
- „Jagiełło pod... prysznicem” – (Literatura 2015)
- „Piastowskie orły – 10 opowiadań z czasów Piastów” – (Literatura 2016) – wspólnie z Kazimierzem Szymeczko i Grażyną Bąkiewicz
- „Od morza do morza – 10 opowiadań z czasów Jagiellonów” – (Literatura 2016) – wspólnie z Kazimierzem Szymeczko i Grażyną Bąkiewicz
- „Husarskie skrzydła – 10 opowiadań z czasów Rzeczpospolitej Szlacheckiej” – (Literatura 2017) – wspólnie z Kazimierzem Szymeczko i Grażyną Bąkiewicz
- „Walka o wolność – 10 opowiadań z czasów rozbiorów” – (Literatura 2017) – wspólnie z Kazimierzem Szymeczko i Grażyną Bąkiewicz
- „Odzyskana niepodległość – 10 opowiadań z XX wieku” – (Literatura 2018) – wspólnie z Kazimierzem Szymeczko i Grażyną Bąkiewicz
- „Wierusz i Nikt” – (Literatura 2018)
- „Jajecznica Kolumba” – (Literatura 2018)
- „Wielka historia małych miast województwa łódzkiego” – (Literatura 2020) – wspólnie z Grażyną Bąkiewicz i Zuzanną Orlińską
- „Uniejowskie duchy” – (Literatura 2021) – wspólnie z Grażyną Bąkiewicz
- „Pan Pasek i skarby ziemi rawskiej” – (Literatura 2022)
- „Jak zostałem królem. Bolesław Chrobry” - (Wydawnictwo Literatura 2025)

## Dla dorosłych dzieci
„Smoki Wyobraźni” – (Literatura Piętro Wyżej 2018)

## Saga Bjørn
- „Bjørn - Syn burzy” – (Literatura 2018)
- „Bjørn - Kruki Odyna” – (Literatura 2020)
- „Bjørn - Oczy smoka” – (Literatura 2021)
- „Bjørn - Noc Wilków” – (Literatura 2023)

## Udział w antologiach
- „Opowiadania z uśmiechem” – (Literatura 2011)
- „Opowiadania o zwierzętach” – (Literatura 2012)
- „Opowiadania na dobranoc” – (Literatura 2013)
- „Tuwimowo” – (Literatura 2013)
- „Opowiadania z kluczem” – (Literatura 2015)
- „Opowiadania o psach. Na psa urok!” – (Literatura 2015)
- „Czarownice są wśród nas” – (Literatura 2017)

## Audiobooki
- „O czym szumi las” – (Lasy Państwowe 2012) – czyta Jarosław Boberek
- „Na tropie sześcioptaka” – (Lasy Państwowe 2013) – czyta Jarosław Boberek
- „Dębowa kołyska” – (Lasy Państwowe 2015) – czyta Jarosław Boberek
- „Dentysta w paszczy krokodyla i inne historie z Doliny Bagiennej Trawy” – (Lasy Państwowe 2016) – czyta Jarosław Boberek
- „Kajtek i Yetik” – (Xaudio 2022)
- „Kajtek i Yetik podnoszą żagle” – (Xaudio 2022)
- „Mój tata jest olbrzymem” – (Xaudio 2022)
- "Jagiełło pod prysznicem" -- (Literatura 2024)
- "Jajecznica Kolumba" -- (Literatura 2024)
- „Kosmiczne przygody Bruma i Gruma” – (Literatura 2024)
- „O kocie malarzu, krowie biegaczce i prosiaku tancerzu” – (Xaudio 2024)
- „Jak pies z kotem” – Xaudio 2024)
- „Co w trawie piszczy” – (Xaudio 2024)

## Komiksy
- „Dwa końce świata” – według własnego scenariusza na podstawie powieści Antoniego Słonimskiego – („Angora” 1998 „Krakers” 2014)
- „Opętani” – według własnego scenariusza na podstawie powieści Witolda Gombrowicza – („Angora” 1999 „Krakers” 2014)